# Siegfried Vierzig
Siegfried Vierzig (* 1923; † 24. Mai 2020) war ein deutscher evangelischer Theologe und Religionspädagoge.

## Leben
Siegfried Vierzig studierte Evangelische Theologie bei Rudolf Bultmann und Ernst Käsemann. Ende der 1960er Jahre wurde er Direktor des neu gegründeten Pädagogisch-Theologischen Instituts in Kassel. 1969 gründete er zusammen mit Horst Heinemann die Zeitschrift Informationen zum Religionsunterricht.
1974 wurde er als Nachfolger von Helene Ramsauer auf den Lehrstuhl für Evangelische Theologie und Religionspädagogik an die Carl von Ossietzky Universität Oldenburg berufen. 1991 wurde er emeritiert, sein Nachfolger wurde Jürgen Heumann.
Zu seinen Arbeitsschwerpunkten gehörten unter anderem der Narzissmus und die Feministische Theologie. Vierzig starb 2020 im Alter von 96 Jahren.

## Schriften
- mit Friedrich Jens Mommsen: Schulgottesdienst am Reformationsfest. Evangelischer Presseverband Kurhessen-Waldeck, Kassel 1963. 2. Auflage 1964.
- mit Jürgen Moltmann, Werner Jetter: Gemeinde aus dem Wort? In: Monatschrift für Pastoraltheologie.Jahrgang 54, Heft 10. Vandenhoeck & Ruprecht, Göttingen 1965, S. 388–466.
- Das Markus-Evangelium im Unterricht. Evangelischer Presseverband Kurhessen-Waldeck, Kassel 1967. 2. Auflage 1968.
- mit Horst Heinemann, Günter Stachel: Lernziele und Religionsunterricht. Benziger, Zürich/Einsiedeln/Köln 1970. 2. Auflage 1971, 3. Auflage 1972.
- Passionsgeschichten. Mohn, Gütersloh 1971, ISBN 3-579-04190-8.
- Ideologiekritik und Religionsunterricht. Dissertation. Universität Gießen. Benziger, Zürich/Einsiedeln/Köln 1975, ISBN 3-545-26115-8.
- mit Elga Sorge: Religion und Ideologie. Kohlhammer, Stuttgart/Berlin/Köln/Mainz 1977, ISBN 3-17-004365-X.
- mit Elga Sorge: Handbuch Religion. Teil 1. Kohlhammer, Stuttgart/Berlin/Köln/Mainz 1979, ISBN 3-17-005197-0.
- Religion in der Gesellschaft. Kohlhammer, Stuttgart/Berlin/Köln/Mainz 1979, ISBN 3-17-005198-9.
- Kirche und Politik. Kohlhammer, Stuttgart/Berlin/Köln/Mainz 1980, ISBN 3-17-005202-0.
- Das Böse. Kohlhammer, Stuttgart/Berlin/Köln/Mainz 1984, ISBN 3-17-005200-4.
- Sehnsucht nach den Müttern. Kohlhammer, Stuttgart/Berlin/Köln/Mainz 1991, ISBN 3-17-011412-3.
- Von der Höhle zur Kirche. Lang, Frankfurt am Main 1998, ISBN 3-631-32313-1.
- mit Joest Leopold, Angelika Vierzig: Feier des Lebens. Kult und Religion in der Steinzeit. Gravierte Höhlen im Pariser Becken. Sonderausstellung am Landesmuseum für Natur und Mensch vom 25. März bis 25. Mai 2001. Isensee, Oldenburg 2001, ISBN 3-89598-760-3.
- Mythen der Steinzeit. Das religiöse Weltbild der frühen Menschen. BIS, Oldenburg 2009, ISBN 978-3-8142-2160-1 (online, PDF; 4,7 MB).